# Zuzana Doležalová
Zuzana Doležalová (* 12. September 1980 in Děčín) ist eine ehemalige tschechische Snowboarderin. Sie startete in den Paralleldisziplinen.

## Werdegang
Doležalová, die für den Dukla Liberec startete, nahm im Januar 1999 in Morzine erstmals am Snowboard-Weltcup teil und errang dabei den 35. Platz im Parallelslalom. Bei den Snowboard-Weltmeisterschaften 1999 in Berchtesgaden belegte sie den 32. Platz im Parallel-Riesenslalom, den 29. Rang im Riesenslalom sowie den 27. Platz im Parallelslalom und bei den Juniorenweltmeisterschaften 1999 auf der Seiser Alm den 12. Platz im Parallel-Riesenslalom. In den folgenden Jahren kam sie bei den Juniorenweltmeisterschaften in Berchtesgaden auf den 17. Platz im Parallel-Riesenslalom sowie auf den vierten Rang im Parallelslalom und bei den Snowboard-Weltmeisterschaften 2001 in Madonna di Campiglio den 33. Platz im Parallelslalom sowie den 28. Rang im Riesenslalom. In der Saison 2001/02 errang sie mit zwei dritten Plätzen den fünften Platz in der Parallel-Riesenslalom-Wertung des Europacups. In der folgenden Saison gewann sie mit vier Siegen die Parallel-Wertung des Europacups. Beim Saisonhöhepunkt, den Snowboard-Weltmeisterschaften 2003 am Kreischberg, fuhr sie auf den 26. Platz im Parallel-Riesenslalom und auf den 11. Rang im Parallelslalom. Zudem wurde sie tschechische Meisterin im Parallelslalom sowie im Parallel-Riesenslalom und bei der Winter-Universiade 2003 in Piancavallo Zwölfte im Snowboardcross sowie Fünfte im Riesenslalom. Zu Beginn der Saison 2003/04 erreichte sie mit Platz 15 im Parallel-Riesenslalom in Sölden ihre beste Platzierung im Weltcup. Diese Platzierung wiederholte sie im Januar 2008 in Bad Gastein und im Dezember 2009 in Telluride. Im weiteren Saisonverlauf holte sie im Parallel-Riesenslalom in Berchtesgaden ihren letzten Sieg im Europacup. 
In der Saison 2004/05 siegte Doležalová bei den tschechischen Meisterschaften im Parallel-Riesenslalom und belegte bei den Snowboard-Weltmeisterschaften 2005 in Whistler den 31. Platz im Parallel-Riesenslalom sowie den 26. Rang im Parallelslalom. Auch in den Jahren 2006, 2007, 2008 und 2009 wurde sie tschechische Meisterin im Parallelslalom sowie im Parallel-Riesenslalom. Zudem errang sie in der Saison 2006/07 mit fünf Top-Zehn-Platzierungen den 11. Platz in der Parallel-Wertung des Europacups. Beim Saisonhöhepunkt, den Snowboard-Weltmeisterschaften 2007 in Arosa, kam sie auf den 38. Platz im Parallel-Riesenslalom, auf den 31. Rang im Snowboardcross und auf den 20. Platz im Parallelslalom. Bei der Winter-Universiade 2007 in Bardonecchia wurde sie Siebte im Snowboardcross und Sechste im Riesenslalom. In der Saison 2008/09 erreichte sie mit dem 34. Platz im Parallel-Weltcup ihr bestes Gesamtergebnis und belegte bei den Snowboard-Weltmeisterschaften 2009 in Gangwon den 22. Platz im Parallelslalom sowie den 14. Rang im Parallel-Riesenslalom. In ihrer letzten aktiven Saison 2009/10 errang sie bei ihrer einzigen Teilnahme an Olympischen Winterspielen im Februar 2010 in Vancouver den 22. Platz im Parallel-Riesenslalom und absolvierte im März 2010 in La Molina ihren 56. und damit letzten Weltcup, welchen sie auf dem 36. Platz im Parallel-Riesenslalom beendete.

## Teilnahmen an Weltmeisterschaften und Olympischen Winterspielen

### Olympische Winterspiele
- 2010 Vancouver: 22. Platz Parallel-Riesenslalom

### Snowboard-Weltmeisterschaften
- 1999 Berchtesgaden: 27. Platz Parallelslalom, 29. Platz Riesenslalom, 32. Platz Parallel-Riesenslalom
- 2001 Madonna di Campiglio: 28. Platz Riesenslalom, 33. Platz Parallelslalom
- 2003 Kreischberg: 11. Platz Parallelslalom, 26. Platz Parallel-Riesenslalom
- 2005 Whistler: 26. Platz Parallelslalom, 31. Platz Parallel-Riesenslalom
- 2007 Arosa: 20. Platz Parallelslalom, 31. Platz Snowboardcross, 38. Platz Parallel-Riesenslalom
- 2009 Gangwon: 14. Platz Parallel-Riesenslalom, 22. Platz Parallelslalom

## Weltcup-Gesamtplatzierungen
| Saison    | Gesamt | Gesamt | Parallel | Parallel |
| Saison    | Punkte | Platz  | Punkte   | Platz    |
| --------- | ------ | ------ | -------- | -------- |
| 1998/99   | 3      | 127.   | -        | -        |
| 1999/2000 | 19     | 127.   | 50       | 61.      |
| 2002/03   | -      | -      | 220      | 48.      |
| 2003/04   | -      | -      | 330      | 46.      |
| 2004/05   | -      | -      | 339      | 44.      |
| 2005/06   | 99     | 142.   | 99       | 53.      |
| 2006/07   | 80     | 122.   | 80       | 50.      |
| 2007/08   | 657    | 84.    | 657      | 35.      |
| 2008/09   | 440    | 100.   | 440      | 34.      |
| 2009/10   | 304    | 113.   | 304      | 38.      |